# Psilogobius prolatus
Psilogobius prolatus är en fiskart som beskrevs av Watson och Lachner, 1985. Psilogobius prolatus ingår i släktet Psilogobius och familjen smörbultsfiskar. Inga underarter finns listade i Catalogue of Life.